# Al-Tahira
Al-Tahira (Arabisch: كنيسة الطاهرة الكبرى) is een Syrisch-katholieke kerkgebouw, gewijd aan de Onbevlekte Ontvangenis van Maria, in de Noord-Iraakse plaats Qaraqosh (Bakhdida). 
Het is de grootste christelijke kerk in Irak en ze werd gebouwd tussen 1932 en 1948. In 2014 werd Qaraqosh, ten zuidwesten van Mosoel, ingenomen door IS (Islamitische Staat) en vluchtte bijna de gehele bevolking van 44.000 naar Erbil in Koerdisch gebied. IS beschadigde de kerk door er brand te stichten en schietoefeningen te houden. Alle religieuze symbolen werden vernield. Nadat IS werd verdreven in 2016 is begonnen met de restauratie van de kerk.